# HD201273
HD201273 — хімічно пекулярна зоря спектрального класу A1, що має видиму зоряну величину в смузі V приблизно  8,6.
Вона  розташована на відстані близько 712,1 світлових років від Сонця.